# Велокоманда «Катюша» в сезоне 2013
10 декабря 2012 года Лицензионная комиссия UCI приостановила действие лицензии UCI ProTeam велокоманды Team Katusha в связи с «недостаточной антидопинговой работе с командой». Руководство команды обжаловало решение комиссии и 15 февраля 2013 года Спортивный арбитражный суд вернул «Катюше» лицензию.
Первый старт сезона команда приняла в январе на велогонке Тур Сан-Луиса в Аргентине, последний — 15 октября на Туре Пекина. Всего в сезоне «Катюша» приняла участие в 63 соревнованиях, включая Гранд Туры и Чемпионат мира, не считая участия гонщиков в национальных чемпионатах, в которых одержала 30 побед и заняла 3-е место в командном зачёте Мирового тура UCI, а лидер команды, испанец Хоаким Родригес первенствовал в индивидуальном зачёте Мирового тура.

## Состав
Генеральным менеджером «Катюши» стал двукратный олимпийский чемпион Вячеслав Екимов. Главными спортивными директорами команды — Валерио Пива, Кристиан Хенн и Дмитрий Конышев.
В состав команды вошли 30 гонщиков:
| Имя Фамилия         | Дата рождения         | Страна   | Откуда:       |
| Максим Бельков      | 9 января 1985 года    | Россия   |               |
| Павел Брутт         | 29 января 1982 года   | Россия   |               |
| Анхель Висиозо      | 13 апреля 1977 года   | Испания  |               |
| Эдуард Ворганов     | 1 декабря 1982 года   | Россия   |               |
| Антон Воробьев      | 12 октября 1990 года  | Россия   | Itera-Katusha |
| Владимир Гусев      | 4 июля 1982 года      | Россия   |               |
| Пётр Игнатенко      | 27 сентября 1987 года | Россия   |               |
| Михаил Игнатьев     | 7 мая 1985 года       | Россия   |               |
| Владимир Исайчев    | 26 апреля 1986 года   | Россия   |               |
| Джампаоло Карузо    | 15 августа 1980 года  | Италия   |               |
| Дмитрий Козончук    | 5 апреля 1984 года    | Россия   | RusVelo       |
| Александр Колобнев  | 4 мая 1981 года       | Россия   |               |
| Александр Кристофф  | 5 июля 1987 года      | Норвегия |               |
| Тимофей Крицкий     | 24 января 1987 года   | Россия   |               |
| Вячеслав Кузнецов   | 24 июня 1989 года     | Россия   | Itera-Katusha |
| Александр Кучинский | 27 октября 1979 года  | Беларусь |               |
| Альберто Лосада     | 28 февраля 1982 года  | Испания  |               |
| Денис Меньшов       | 25 января 1978 года   | Россия   |               |
| Даниэль Морено      | 5 сентября 1981 года  | Испания  |               |
| Лука Паолини        | 17 января 1977 года   | Италия   |               |
| Александр Порсев    | 21 января 1986 года   | Россия   |               |
| Хоаким Родригес     | 12 мая 1979 года      | Испания  |               |
| Рюдигер Селиг       | 19.02.1989            | Германия |               |
| Гатис Смукулис      | 15 апреля 1987 года   | Латвия   |               |
| Юрий Трофимов       | 26 января 1984 года   | Россия   |               |
| Хавьер Флоренсио    | 26 декабря 1979 года  | Испания  |               |
| Марко Халлер        | 1 января 1991 года    | Австрия  |               |
| Алексей Цатевич     | 5 июля 1989 года      | Россия   |               |
| Сергей Чернецкий    | 9 апреля 1990 года    | Россия   | Itera-Katusha |
| Симон Шпилак        | 23 июня 1986 года     | Словения |               |

### Стажёры
| Имя Фамилия     | Дата рождения       | Страна | Откуда:       |
| Михаил Антонов  | 4 января 1986 года  | Россия | Itera-Katusha |
| Сергей Николаев | 5 февраля 1988 года | Россия | Itera-Katusha |
| Максим Разумов  | 12 января 1990 года | Россия | Itera-Katusha |

### Ушедшие послесезона 2012
| Имя Фамилия      | Дата рождения        | Страна  | Куда:                        |
| Максим Вантомм   | 1 января 1991 года   | Бельгия | Crelan-Euphony               |
| Денис Галимзянов | 7 марта 1987 года    | Россия  | уволен за применение допинга |
| Хоан Оррач       | 27 марта 1974 года   | Испания | Madison-Genesis              |
| Оскар Фрейре     | 15 февраля 1976 года | Испания | завершил карьеру             |

## Джиро д'Италия
Денис Меньшов во время Тура Романдии получил рецидив травмы колена, из-за которой, впоследствии, был вынужден завершить карьеру.
Оставшись без лидера в преддверии Джиро ставка была сделана на победы на отдельных этапах. Капитаном команды стал Юрий Трофимов, целью которого должно было стать попадание в десятку сильнейших в генеральной классификации:

Трофимов — гонщик горный и ему рельеф подходит. Если он сможет до последней недели добраться без особенных потерь, сохранив запас сил и энергии, в «десятке» сможет приехать. Отнесся он к этому достаточно, на мой взгляд, серьёзно. Особых проблем у него не возникло по этому поводу. У него есть люди, на которых он может ориентироваться, которые будут его поддерживать. Поэтому задача для него более чем реальная. Команда будет настраиваться на отдельные этапы, ребята будут уезжать в отрыв, но возле Трофимова всегда будут гонщики, которые будут ему помогать.
— Дмитрий Конышев
Помимо него в состав вошли Лука Паолини, Максим Бельков, Павел Брутт, Джампаоло Карузо, Владимир Гусев, Пётр Игнатенко, Дмитрий Козончук и Анхель Висиозо.
Лука Паолини, дебютант Джиро, одержал победу на 3-м этапе и захватил розовую и красную майки, которые удерживал на протяжении следующих четырёх и трёх этапов соответственно. 9-й этап затяжным отрывом выиграл Максим Бельков. Трофимов занял итоговое 13-е место в генеральной классификации.
В итоге, результат команды на первой в сезоне супермногодневке был признан хорошими:

У меня радостное настроение в связи с выступлением «Катюши» на «Джиро». Юра (Трофимов) на самом деле превзошёл ожидания. Хоть мы и настраивали его на попадание в десятку, но, честно сказать, я сомневался в возможности этого результата. Но в самого Юру, в его потенциал я верил, и верила команда, что придало ему уверенности в себе и дополнительного строя. Юра реализовал свой шанс, показал, что способен бороться за высокие места в генеральной классификации на Гранд-турах.— Вячеслав Екимов

## Тур де Франс
На Тур де Франс серьёзная ставка делалась на Хоакима Родригеса, под которого комплектовалась команда, в ущерб участию в отрывах и спринтерским финишам Александера Кристоффа:

Для Родригеса нынешний «Тур де Франс» — это исключительный случай выиграть или подняться на подиум, потому что «разделка» крайне короткая, плюс есть сложные горные этапы, где он может нарастить своё преимущество, и у него есть хорошая поддержка на сложных технических этапах. Все последние тесты говорят, что он находится в суперсостоянии. Но все во власти господа бога… В этом плане во власти бога находится и Крис Фрум (Sky Procycling), в этом плане на нём нет никаких знаков отличия. Он тоже подвластен тем обстоятельствам, которые могут случиться.— Вячеслав Екимов
В состав на юбилейный 100-й Тур попали Хоаким Родригес — капитан и главная надежда команды, Павел Брутт, Александер Кристофф, Александр Кучинский, Альберто Лосада, Даниэль Морено, Гатис Смукулис, Юрий Трофимов и Эдуард Ворганов.
На первом этапе Кристофф финишировал вторым, уступив Марселю Киттелю, и вышел на старт следующего этапа в зелёной майке, кроме того, ему удавалось финишировать в десятке на 5, 6 и 21-м этапах. В командной разделке на 4-м этапе «Катюша» заняла 10-е место, уступив главному конкуренту в «генерале» Sky Procycling 25 секунд.
На 8-м этапе с серьёзным отрывом от основных конкурентов первенствовал Крис Фрум, тем самым вырвался в лидеры генеральной классификации, затем упрочил лидерство победами на 15-м, практически лишив конкурентов шансов, и 17-м этапах, и сумел довезти жёлтую майку до Парижа.
Родригес находился на грани первого десятка генеральной классификации вплоть до 15-го, на котором был 4-м, после этого отлично провёл разделку на 17 этапе, финишировав третьим. На 20-м этапе незадолго до финиша на Монт-Семно он атаковал в паре с Наиро Кинтаной, но отстал от него на 18 секунд, благодаря чему они оба поднялись на 3-е и 2-е места в общем зачёте, однако не смогли ничего существенного отыграть у замкнувшего тройку того этапа Фрума.

«Тур» добрался до Парижа, где на подиуме будет наша команда. Я считаю, что ребята сделали все для того, чтобы у Родригеса был шанс добиться этого результата. Они хорошо прикрывали его первую неделю. Хорошо отработали буквально все. Хочется отдельно отметить и ту горную «разделку», на которой Пурито стал третьим. В его случае это равнозначно победе.— Дмитрий Конышев

## Вуэльта Испании
В состав команды на Вуэльте вошли Хоаким Родригес, Джампаоло Карузо, Владимир Гусев, Владимир Исайчев, Дмитрий Козончук, Альберто Лосада, Даниэль Морено, Лука Паолини и Анхель Висиозо. Расчёт делался на победу бронзового призёра завершившегося Тура Хоакима Родригеса:

На этот раз мы — вся команда, все гонщики, весь обслуживающий персонал — знаем, что мы можем выиграть «Вуэльту». «Тур де Франс» ещё раз убедил нас в этом. У нас есть один из самых индивидуально сильных гонщиков в составе команды, и он — а мы говорим о Хоакиме Родригесе, разумеется, — сейчас находится в отличной форме.

Пурито специально не стартовал на других гонках после «Тура» до «Вуэльты», готовился. Так что если раньше мы ехали на «Вуэльту» за местом на пьедестале, сейчас — исключительно с мыслью о победе.— Дмитрий Конышев
Однако, Родригес не сумел полностью восстановится после Тура и, несмотря на победу на 19-м этапе, финишировал лишь на 4-м итоговом месте в генеральной классификации.
Ярко выступил Даниэль Морено, одержавший победы на 4 и 9-м этапе, после которого день лидировал в общем зачёте, а также дважды возглавший очковую классификацию по ходу гонки:

Все-таки работать на лидера — одно, а быть им — совсем другое. До того, как он надел майку, он ехал просто великолепно, а потом как-то начал себя не очень хорошо себя чувствовать. По физическим кондициям он тянет на лидера команды в генеральной классификации. Вспомните, он был пятым в прошлом году на «Вуэльте», при том, что работал все дни на Родригеса. Вышла у него сейчас заминка с этой майкой, а в кондициях он был в лучших, чем Пурито.

Мы надеялись на более высокий результат со стороны Дани Морено, потому что знали: Пурито много отдал сил на «Тур де Франс», восстановиться полностью до «Вуэльты» было практически невозможно. Поэтому возложены надежды были на Морено, и было желание попробовать его в качестве лидера.— Дмитрий Конышев

## Чемпионат мира
На командную разделку «Катюша» выставила полностью российский состав (Максим Бельков, Павел Брутт, Михаил Игнатьев, Владимир Исайчев, Тимофей Крицкий и Александр Порсев), и финировала на 11-м месте.
Владимир Гусев занял 18-е место в индивидуальной гонке на время.
Александр Колобнев, Даниэль Морено, Лука Паолини, Хоаким Родригес, Юрий Трофимов и Сергей Чернецкий стартовали в групповой гонке. На финише гонки, проходившей в тяжёлых метеорологических условиях, Родригес уступил португальцу Рую Коште и завоевал серебряную медаль.
Ночью 28 октября, за день до начала групповой гонки из грузовика команды было похищено 14 велосипедов, в том числе и те, на которых должны были стартовать гонщики.

## Победы
| Дата        | Велогонка                                       | Серия           | Велогонщик                |
| ----------- | ----------------------------------------------- | --------------- | ------------------------- |
| 14 февраля  | Тур Омана, этап 4                               | UCI Asia Tour   | Хоаким Родригес (ESP)     |
| 23 февраля  | Омлоп Хет Ниувсблад                             | UCI Europe Tour | Лука Паолини (ITA)        |
| 27 февраля  | Ле Самын                                        | UCI Europe Tour | Алексей Цатевич (RUS)     |
| 10 марта    | Тиррено — Адриатико, этап 5                     | UCI World Tour  | Хоаким Родригес (ESP)     |
| 10 марта    | Париж — Ницца, командная классификация          | UCI World Tour  | Team Katusha              |
| 20 марта    | Неделя Коппи и Бартали, этап 1b                 | UCI Europe Tour | Team Katusha              |
| 28 марта    | Три дня Де-Панне, этап 3a                       | UCI Europe Tour | Александер Кристофф (NOR) |
| 28 марта    | Три дня Де-Панне, очковая классификация         | UCI Europe Tour | Александер Кристофф (NOR) |
| 28 марта    | Три дня Де-Панне, горная классификация          | UCI Europe Tour | Марко Халлер (AUT)        |
| 30 марта    | Вольта Лимбург Классик                          | UCI Europe Tour | Рюдигер Селиг (GER)       |
| 30 марта    | Гран-при Мигеля Индурайна                       | UCI Europe Tour | Симон Шпилак (SLO)        |
| 17 апреля   | Флеш Валлонь                                    | UCI World Tour  | Даниэль Морено (ESP)      |
| 27 апреля   | Тур Романдии, этап 4                            | UCI World Tour  | Симон Шпилак (SLO)        |
| 28 апреля   | Тур Турции, спринтерская классификация          | UCI Europe Tour | Михаил Игнатьев (RUS)     |
| 1 мая       | Петля Эшборна — Франкфурта                      | UCI Europe Tour | Симон Шпилак (SLO)        |
| 6 мая       | Джиро д’Италия, этап 3                          | UCI World Tour  | Лука Паолини (ITA)        |
| 12 мая      | Джиро д’Италия, этап 9                          | UCI World Tour  | Максим Бельков (RUS)      |
| 15 мая      | Тур Норвегии, этап 1                            | UCI Europe Tour | Александер Кристофф (NOR) |
| 16 мая      | Тур Норвегии, этап 2                            | UCI Europe Tour | Александер Кристофф (NOR) |
| 19 мая      | Тур Норвегии, этап 5                            | UCI Europe Tour | Александер Кристофф (NOR) |
| 26 мая      | Тур Бельгии, горная классификация               | UCI Europe Tour | Михаил Игнатьев (RUS)     |
| 12 июня     | Тур Швейцарии, этап 5                           | UCI World Tour  | Александер Кристофф (NOR) |
| 13 июня     | Тур Люксембурга, этап 1                         | UCI Europe Tour | Александр Порсев (RUS)    |
| 20 июня     | Чемпионат Латвии, индивидуальная гонка на время | UCI Europe Tour | Гатис Смукулис (LAT)      |
| 23 июня     | Чемпионат России, групповая гонка               | UCI Europe Tour | Владимир Исайчев (RUS)    |
| 7 июля      | Тур Австрии, молодёжная классификация           | UCI Europe Tour | Сергей Чернецкий (RUS)    |
| 20 июля     | Тур Валлонии, этап 1                            | UCI Europe Tour | Александр Колобнев (RUS)  |
| 16 августа  | Тур Фьордов, этап 1                             | UCI Europe Tour | Сергей Чернецкий (RUS)    |
| 17 августа  | Тур Фьордов, этап 2                             | UCI Europe Tour | Александер Кристофф (RUS) |
| 17 августа  | Тур Фьордов, этап 3                             | UCI Europe Tour | Team Katusha              |
| 18 августа  | Тур Фьордов, генеральная классификация          | UCI Europe Tour | Сергей Чернецкий (RUS)    |
| 18 августа  | Тур Фьордов, очковая классификация              | UCI Europe Tour | Александер Кристофф (NOR) |
| 18 августа  | Тур Фьордов, молодёжная классификация           | UCI Europe Tour | Сергей Чернецкий (RUS)    |
| 18 августа  | Тур Фьордов, командная классификация            | UCI Europe Tour | Team Katusha              |
| 27 августа  | Вуэльта Испании, этап 4                         | UCI World Tour  | Даниэль Морено (ESP)      |
| 30 августа  | Тур Пуату — Шаранта, командная классификация    | UCI Europe Tour | Team Katusha              |
| 1 сентября  | Вуэльта Испании, этап 9                         | UCI World Tour  | Даниэль Морено (ESP)      |
| 7 сентября  | Неделя Ломбардии, этап 3                        | UCI Europe Tour | Алексей Цатевич (RUS)     |
| 13 сентября | Вуэльта Испании, этап 19                        | UCI World Tour  | Хоаким Родригес (ESP)     |
| 6 октября   | Джиро ди Ломбардия                              | UCI World Tour  | Хоаким Родригес (ESP)     |